# 黎北海
黎北海（英語：Lai Pak-hoi，1889年—1955年12月26日），香港電影監製、演員，香港電影先驅。

## 生平
早期以演員身份踏入電影業，參演中國早期的默片。1909年默片出演《偷燒鴨》，該片由上海亞細亞影片公司美國人賓杰門·布拉斯基（Benjamin Brodsky）擔任監製和攝影，據說影片早於《莊子試妻》，但由於缺乏有關記錄，這一點尚存疑。而《莊子試妻》經確認是首部香港製作的電影，黎北海與布拉斯基、弟弟黎民偉共同創立的華美影片公司資助了該片的拍攝，他也擔任影片監製。
之後，三人於1922年在香港創辦了首家中國獨資的電影公司民新影片公司。英國殖民政府拒絕了他們在香港設立影棚的計劃后，於1924年移居到广州市。1925年執導中國首部長篇電影《胭脂》。之後創辦中華製造聲默片有限公司，發行首部粵語有聲電影《良心》。同年完全有聲電影《傻子洞房》上映。
1935年，黎北海退出電影圈。1955年12月26日在廣州逝世。

## 延伸閱讀
- . 電影雙週刊有限公司. 2008年7月. ISBN 9789628114009.

## 外部連結
- 黎北海在豆瓣上的资料（简体中文）